# Aeroportul Merowe
Aeroportul Merowe (IATA: MWE, ICAO: HSMR) este un aeroport din Statul de Nord, Sudan ce deservește zona Merowe⁠(d). A fost numit după zona deservită.
Situat la o altitudine de 273 m, aeroportul dispune de o singură pistă.